# Csanádpalota
Csanádpalota je vas na Madžarskem, ki upravno spada pod podregijo Makói Županije Csongrád.